# Каличе-аль-Корновильо
Каличе-аль-Корновильо (итал. Calice al Cornoviglio) — коммуна в Италии, располагается в регионе Лигурия, в провинции Ла Специя.
Население составляет 1189 человек (2008 г.), плотность населения составляет 35 чел./км². Занимает площадь 34 км². Почтовый индекс — 19020. Телефонный код — 0187.
Покровительницей коммуны почитается Пресвятая Богородица (Nostra Signora di Loreto), празднование 10 декабря.

## Демография
Динамика населения:

## Администрация коммуны
- Официальный сайт: http://www.comune.calicealcornoviglio.sp.it Архивная копия от 27 октября 2014 на Wayback Machine